# Siemens Inspiro

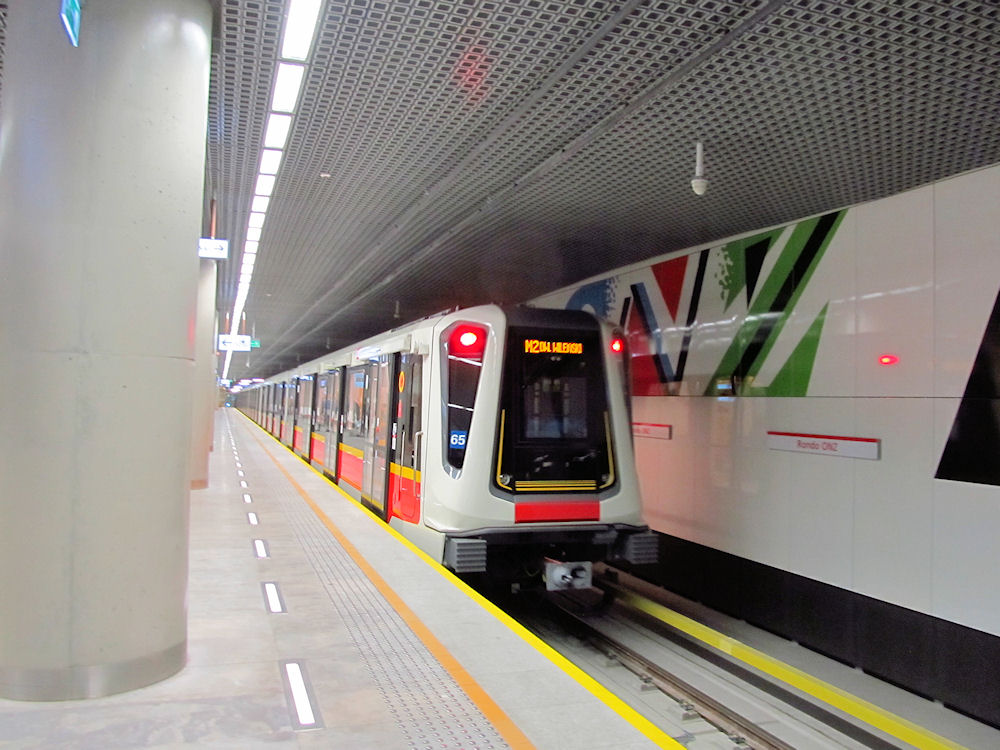
Siemens Inspiro der Metro Warschau

Der Markenname Inspiro bezeichnet eine Fahrzeugplattform der Firma Siemens für Metrofahrzeuge, die auf der Messe InnoTrans 2010 erstmals vorgestellt wurde. Dabei bietet die Plattform Inspiro ein vollständiges Fahrzeug vom Wagenkasten über die Elektrik bis hin zur Inneneinrichtung. Erste Fahrzeuge sind am 19. Dezember 2012 bei der Metro Warschau in Betrieb gegangen.

## Allgemeine Technik
Die Wagenkästen sind in Aluminium-Leichtbauweise ausgeführt. Durch das Einzelwagenkonzept können zwischen zwei und acht angetriebene Wagen in einem Zugverband gekuppelt werden, wobei die Basis-Ausführung als sechsteiliger Einzelwagenzug konzipiert ist. Die Motorisierung kann dabei an die Wünsche des Bestellers angepasst werden. Die Bestuhlung kann quer, längs oder gemischt angeordnet werden sowie bei den Außentüren zwischen Schwenk- und Schiebetüren gewählt werden. Fehlende Schaltschränke und Untersitzgeräte im Fahrzeuginnern lassen zusätzliche Gestaltungs- und Erweiterungsmöglichkeiten offen.
Der Hersteller hat nach eigenen Angaben bei der Konstruktion des Fahrzeuges viel Wert auf Umweltfreundlichkeit gelegt. So ist das Fahrzeug in Aluminium-Leichtbauweise gebaut. 97,5 Prozent der verwendeten Materialien sollen recyclebar sein.
Der Inspiro ist optional auch für einen fahrerlosen Betrieb bestellbar. Neben den verschiedenen Betriebsmodi (manuell/automatisch fahrend) lässt sich der Inspiro an verschiedene Metrosysteme anpassen – sowohl technisch als auch vom Design her. Das Design in der von Siemens vorgestellten Version wurde bisher nur von der Metro Warschau sowie der Metro Sofia übernommen.

## Bestellungen

### U-Bahn München

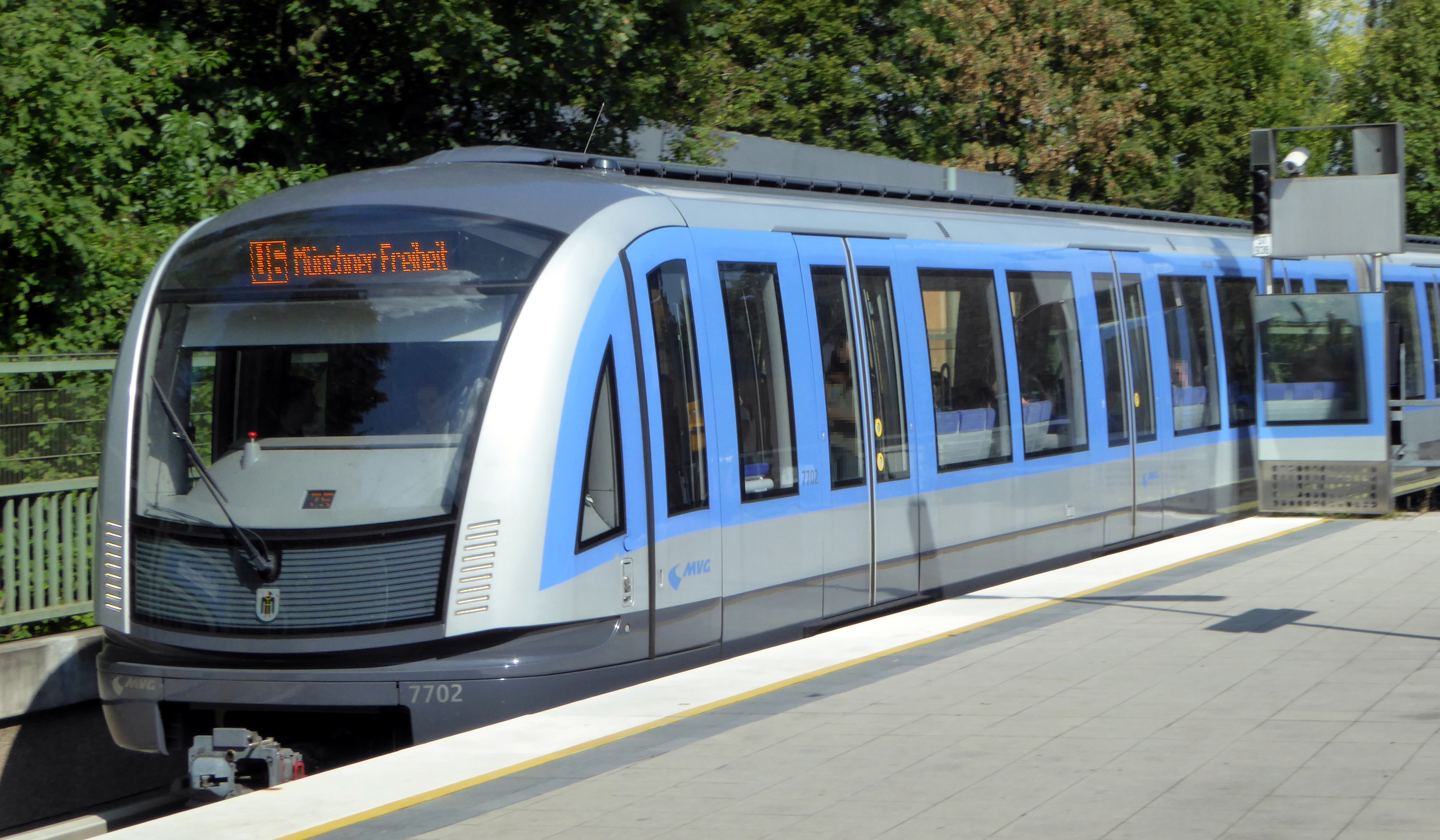
MVG-Baureihe C2

Die Münchner Verkehrsgesellschaft bestellte als erstes für die U-Bahn München im November 2010 21, im September 2016 46, im Juni 2020 22 Züge sowie im März 2022 weitere 18 Fahrzeuge des Typs Inspiro.

### Metro Warschau

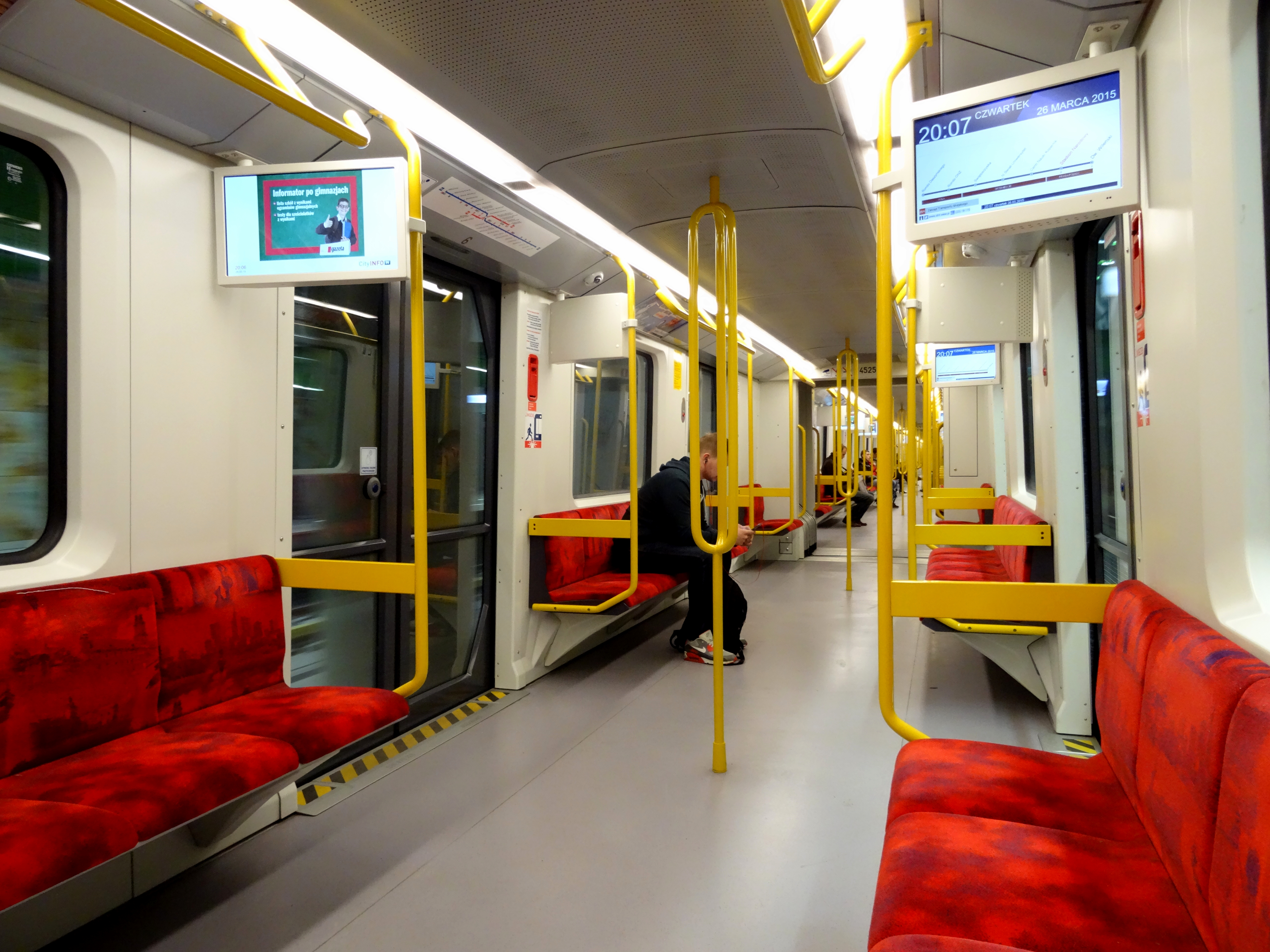
Innenausstattung

Erster Benutzer eines kompletten Inspiro-Fahrzeuges ist die Metro Warschau, die Anfang 2011 35 sechsteilige Fahrzeuge bei Siemens Mobility in Auftrag gegeben hat. Der Inspiro bedient hier unter anderem die Linie 2. Zu den Besonderheiten dieser Fahrzeuge zählen Schiebetritte zur Überbrückung des Abstandes zwischen Zug und Bahnsteig für bewegungsbeeinträchtigte Personen an den ersten Türen der Endwagen sowie ein auf die Metro Warschau angepasstes Fahrgastinformationssystem. Der Gesamtwert der Bestellung liegt bei rund 272 Millionen Euro. Die Fertigung der ersten zehn Züge findet im Siemens-Werk in Wien, die Endprüfung im Prüfcenter Wegberg-Wildenrath statt. Die weiteren Fahrzeuge werden beim Partnerunternehmen Newag im polnischen Nowy Sącz endmontiert. Erste Betriebsaufnahmen sind für Ende 2012 vorgesehen.
Der Inspiro für die Metro Warschau ist für eine Höchstgeschwindigkeit von 90 km/h bei einer Netzspannung von 750 Volt an dritter Schiene ausgelegt. Hier fährt er auf Normalspur mit einer Fahrzeuggesamtlänge über Kupplung von 117,8 Metern. Weitere Abmessungen sind die Fahrzeugbreite von 2,74 Meter, die Fußbodenhöhe über Schienenoberkante von 1,13 Meter sowie die Dachhöhe von 3,65 Meter. Das Fahrzeug verfügt über 234 Sitzplätze.
Die Gesamtkapazität beträgt rechnerisch 1502 Personen, wobei sieben Personen pro Quadratmeter zugrunde liegen. Das Leergewicht eines Zuges liegt bei 165 Tonnen, voll besetzt bei 267 Tonnen. Die max. Achslast ist mit 12,6 Tonnen angegeben.

### Metro Kuala Lumpur

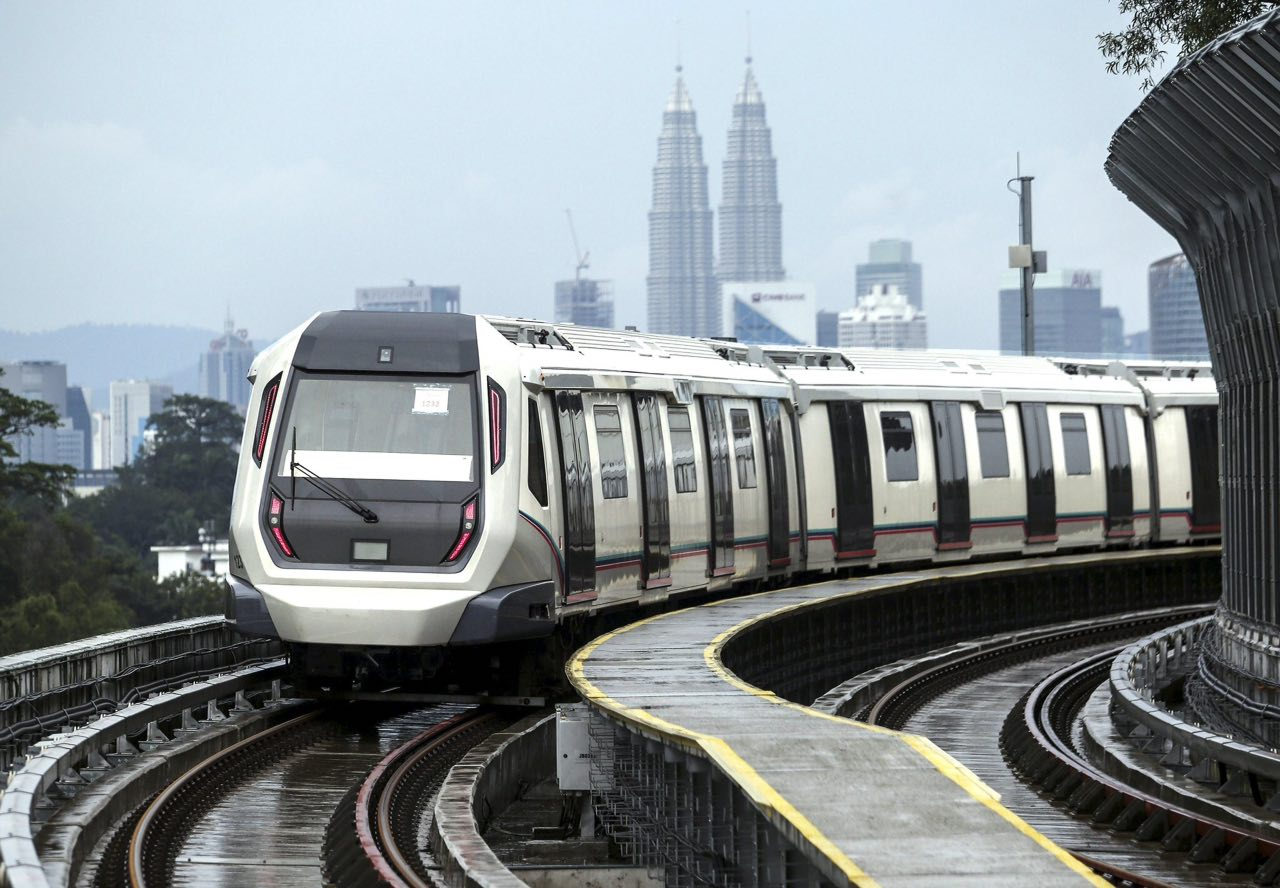
Inspiro in Kuala Lumpur

Im Oktober 2012 erhielt das Konsortium SSSC (Siemens Malaysia, Siemens AG und SMH Rail) den Zuschlag für 58 neue fahrerlose Metrozüge mit vier Wagen für das Projekt Klang Valley MRT. Im Auftrag war auch der Bau von zwei Depots für die Züge enthalten. Die Inspiro Züge wurden Ende 2016 auf einer neu gebauten Strecke in Kuala Lumpur in Betrieb genommen.

### Metro Riad
Im Oktober 2013 bekam Siemens den Auftrag die Line 1 & 2 der Metro Riad zu bauen, inklusive 26 zweiteilige und 41 vierteilige fahrerlose Züge. Die ersten Triebwagen wurden 2018 ausgeliefert.

### Metro Sofia
Im September 2015 bestellte die Metro Sofia bei einem Konsortium von Siemens Transportation und dem polnischen Fahrzeugbauer Newag 20 dreiteilige Metrozüge des Typs Inspiro, die ab 2019 ausgeliefert werden sollen. Es besteht die Option auf 10 weitere dreiteilige Züge. Die Länge der Züge beträgt 60 Meter und die Breite 2,65 m. Die Züge werden pro Waggon jeweils 4 Doppeltüren mit einer Breiten von 1,4 Meter besitzen.
Die Züge sind für den Einsatz auf der Linie 3 vorgesehen.

### U-Bahn Nürnberg

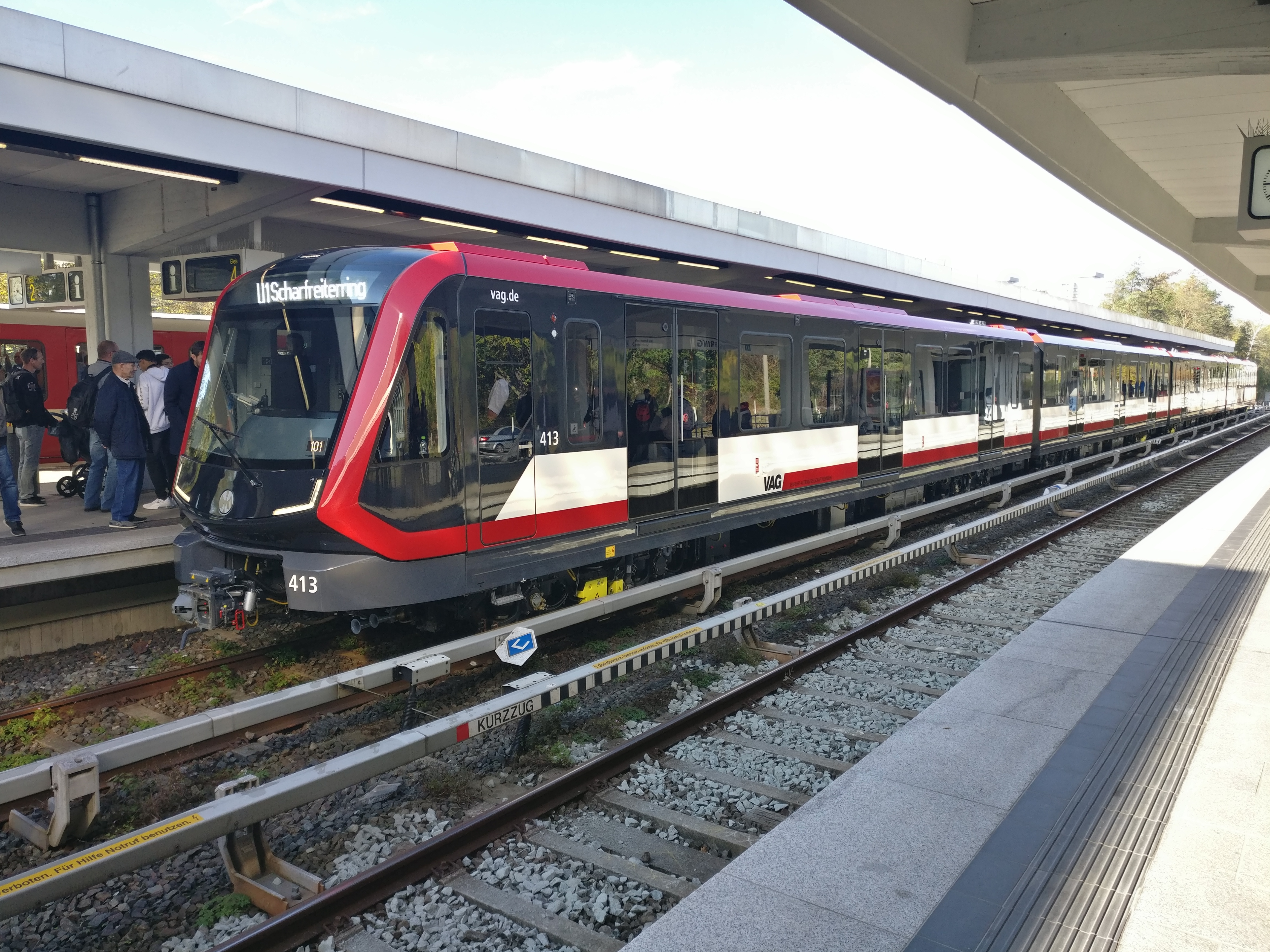
VAG-Baureihe G1

Im November 2015 bestellte die VAG bei Siemens Transportation Systems 21 neue U-Bahnzüge um die über 40 Jahre alten DT1 abzulösen. Der Auftrag wurde später auf 35 Fahrzeuge erweitert, die bis Juli 2022 komplett ausgeliefert wurden. Auch die VAG-Baureihe DT2 wurde letztlich komplett durch den G1 ersetzt.

### Bangkok Skytrain A2

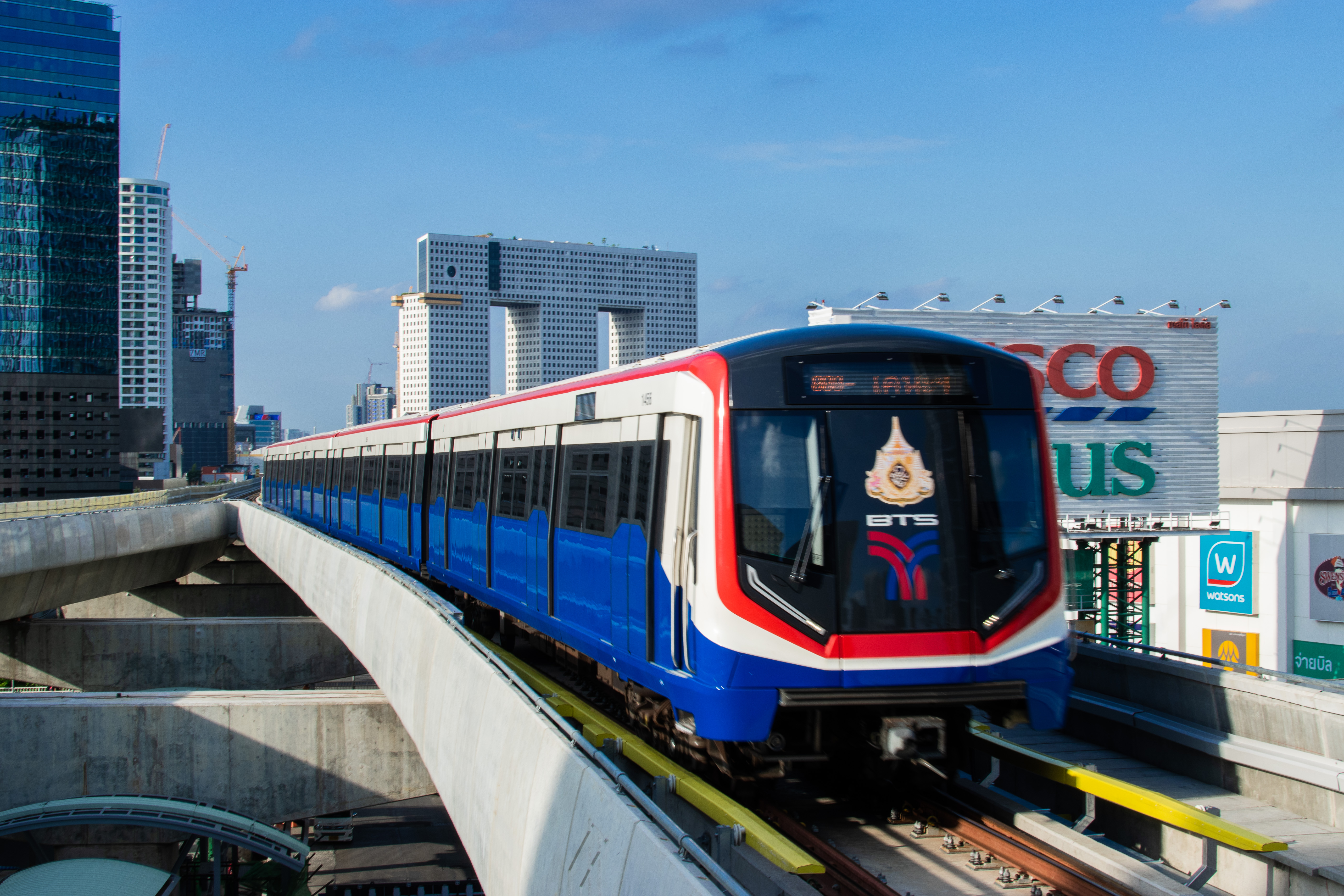
Skytrain Bangkok A2

Im Mai 2016 erhielten Siemens und der türkische Fahrzeugbauer Bozankaya den Auftrag zur Lieferung von 22 vierteiligen Zügen für die beiden Linien des Skytrain in Bangkok. Die Züge werden in Ankara bei Bozankaya gebaut. Der Lieferanteil von Siemens umfasst unter anderem die Drehgestelle, das Traktions- und Bremssystem. Die ersten Züge wurden 2018 in Betrieb genommen.

### Bangkok Metro
Im September 2017 erhielt Siemens einen weiteren Auftrag aus Bangkok, für die Metro Züge zu liefern. Für die Erweiterung der Blue Line werden 35 dreiteilige Metros geliefert, welche den Zügen ähneln sollen, die in den 2000ern von Siemens Wien geliefert wurden. Im Gegensatz zum Auftrag aus 2016 werden die Züge in Wien-Simmering gefertigt.

### U-Bahn Wien

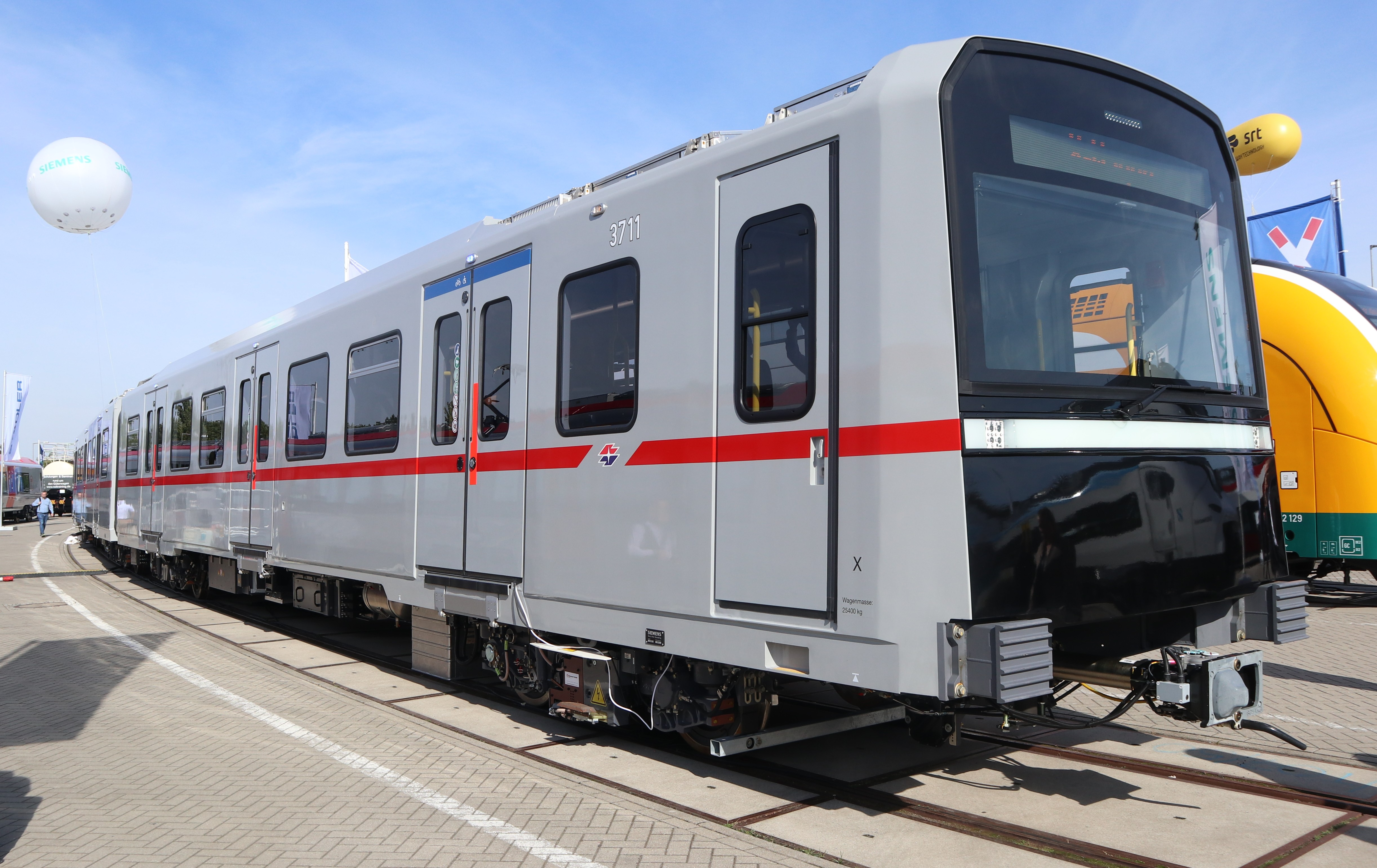
U-Bahn Wien X

Im September 2017 bestellten die Wiener Linien bei Siemens Transportation Systems 34 neue U-Bahnzüge (seit 2023 auf 45 Züge umgesetzt) mit der Bezeichnung Typ X, um die älteren »Silberpfeile« des (Typs U) zu ersetzen. Ab 2023 sollen die ersten Züge auf den Linien U1–U4 und ab 2026 fahrerlos auf der Linie U5 eingesetzt werden.

### London Underground: Piccadilly Line
Im November 2018 erhielt Siemens von London Underground einen 1,7 Milliarden Euro schweren Auftrag, von 2023 an 94 neunteilige Triebzüge des Typs 2024 Stock zu liefern. Statt bisher 24 sollen ab 2026 in erhöhter Taktzahl 27 Züge pro Stunde auf der Piccadilly Line verkehren. Produktionsstandort ist das neue Siemens-Werk in Goole im Osten Englands, sowie das Siemens-Werk in Wien-Simmering.

### Sydney Metro: Western Sydney Airport Line
Für die neue Metro Linie zum Flughafen Sydney wurde im Dezember 2022 Siemens beauftragt. Auf der Linie sollen 12 vollautomatische, fahrerlose Züge auf Basis des Inspiro fahren.